# Segunda División Profesional de Uruguay
Segunda División Profesional de Uruguay – drugi poziom rozgrywek piłkarskich w Urugwaju, znana także dawniej pod nazwą Primera B (wówczas pierwszą ligę zwano Primera A).

## Historia
Druga liga urugwajska zadebiutowała w roku 1916, a pierwszym jej mistrzem został klub Charley. Gdy w roku 1932 utworzono pierwszą ligę zawodową, druga liga jeszcze przez kilka lat była amatorska, przez co przez kilka lat żaden zespół z zawodowej pierwszej ligi nie spadł. Rozgrywki drugiej ligi zawodowej pod nazwą Primera B zainaugurowano w 1942 roku. Liga złożona z 8 klubów grała systemem każdy z każdym, a pierwszym mistrzem był klub Miramar. Dotychczasowa liga amatorska jako Primera C stała się trzecią ligą urugwajską (obecnie zwaną Liga Metropolitana). W roku 2006 rozegrano skróconą do połowy sezonu wersję drugiej ligi, co poprzedziło przejście z systemu jesień-wiosna na system wiosna-jesień. Sezon 2006/07 jest pierwszym sezonem rozgrywanym według nowej formy. Pierwsza liga dokonała tej zmiany rok wcześniej.

## Mistrzowie drugiej ligi urugwajskiej

### Era amatorska
| Rok  | Mistrz                                   |
| ---- | ---------------------------------------- |
| 1916 | Charley F.C.                             |
| 1917 | Misiones                                 |
| 1918 | Belgrano F.C.                            |
| 1919 | Liverpool                                |
| 1920 | C.A. Lito                                |
| 1921 | Rampla Juniors F.C.                      |
| 1922 | Bella Vista                              |
| 1923 | Racing Club                              |
| 1924 | Capurro                                  |
| 1925 | Colón                                    |
| 1926 | Sud América                              |
| 1927 | Colón                                    |
| 1928 | Central F.C.                             |
| 1929 | Racing Club                              |
| 1930 | nie było ligi z powodu mistrzostw świata |
| 1931 | Colón                                    |
| 1932 | Wilson F.C.                              |
| 1933 | Montevideo Olimpia                       |
| 1934 | Maroñas F.C                              |
| 1935 | Miramar                                  |
| 1936 | San Carlos F.C.                          |
| 1937 | Liverpool                                |
| 1938 | Progreso                                 |
| 1939 | Progreso                                 |
| 1940 | Cerro                                    |
| 1941 | Cerro                                    |

### Mistrzowie drugiej ligi urugwajskiej ery amatorskiej
| Ilość | Mistrz                  |
| ----- | ----------------------- |
| 3     | Colón                   |
| 2     | Cerro                   |
| 2     | Liverpool               |
| 2     | Progreso                |
| 2     | Racing Club             |
| 1     | Belgrano F.C.           |
| 1     | Bella Vista             |
| 1     | C.A. Capurro            |
| 1     | Central F.C.            |
| 1     | Charley F.C.            |
| 1     | C.A. Lito               |
| 1     | Maroñas F.C.            |
| 1     | Miramar                 |
| 1     | Misiones                |
| 1     | Montevideo Olimpia F.C. |
| 1     | Rampla Juniors F.C.     |
| 1     | San Carlos F.C.         |
| 1     | Sud América             |
| 1     | Wilson F.C.             |

### Era zawodowa
| Rok     | Mistrz                   |
| ------- | ------------------------ |
| 1942    | Miramar                  |
| 1943    | River Plate              |
| 1944    | Rampla Juniors           |
| 1945    | Progreso                 |
| 1946    | Cerro                    |
| 1947    | Danubio                  |
| 1948    | turniej został przerwany |
| 1949    | Bella Vista              |
| 1950    | Defensor                 |
| 1951    | Sud América              |
| 1952    | Wanderers                |
| 1953    | Miramar                  |
| 1954    | Sud América              |
| 1955    | Racing                   |
| 1956    | Fénix                    |
| 1957    | Sud América              |
| 1958    | Racing                   |
| 1959    | Fénix                    |
| 1960    | Danubio                  |
| 1961    | Central                  |
| 1962    | Wanderers                |
| 1963    | Sud América              |
| 1964    | Colón                    |
| 1965    | Defensor                 |
| 1966    | Liverpool                |
| 1967    | River Plate              |
| 1968    | Bella Vista              |
| 1969    | Huracán Buceo            |
| 1970    | Danubio                  |
| 1971    | Rentistas                |
| 1972    | Wanderers                |
| 1973    | Fénix                    |
| 1974    | Racing                   |
| 1975    | Sud América              |
| 1976    | Bella Vista              |
| 1977    | Fénix                    |
| 1978    | River Plate              |
| 1979    | Progreso                 |
| 1980    | Rampla Juniors           |
| 1981    | El Tanque Sisley         |
| 1982    | Colón                    |
| 1983    | Central Español          |
| 1984    | River Plate              |
| 1985    | Fénix                    |
| 1986    | Miramar Misiones         |
| 1987    | Liverpool                |
| 1988    | Rentistas                |
| 1989    | Racing                   |
| 1990    | El Tanque Sisley         |
| 1991    | River Plate              |
| 1992    | Rampla Juniors           |
| 1993    | Basáñez                  |
| 1994    | Sud América              |
| 1995    | Huracán Buceo            |
| 1996    | Rentistas                |
| 1997    | Bella Vista              |
| 1998    | Cerro                    |
| 1999    | Juventud                 |
| 2000    | Wanderers                |
| 2001    | Villa Española           |
| 2002    | Liverpool                |
| 2003    | Cerrito                  |
| 2004    | River Plate              |
| 2005    | Bella Vista              |
| 2005/06 | Progreso                 |
| 2006/07 | Fénix                    |
| 2007/08 | Racing                   |
| 2008/09 | Fénix                    |
| 2009/10 | El Tanque Sisley         |
| 2010/11 | Rentistas                |
| 2011/12 | Central Español          |
| 2012/13 | Sud América              |
| 2013/14 | Tacuarembó               |
| 2014/15 | Liverpool                |
| 2015/16 | Rampla Juniors           |
| 2016    | El Tanque Sisley         |
| 2017    | Torque                   |
| 2018    | Cerro Largo              |
| 2019    | Torque                   |

### Mistrzowie drugiej ligi urugwajskiej ery zawodowej
| Ilość | Mistrz                                 |
| ----- | -------------------------------------- |
| 7     | Fénix                                  |
| 7     | Sud América                            |
| 6     | River Plate                            |
| 5     | Bella Vista                            |
| 5     | Racing                                 |
| 4     | Wanderers                              |
| 4     | Liverpool                              |
| 4     | Rentistas                              |
| 4     | Rampla Juniors                         |
| 4     | El Tanque Sisley                       |
| 3     | Central Español (łącznie z Central FC) |
| 3     | Danubio                                |
| 3     | Miramar Misiones (razem z Miramar)     |
| 3     | Progreso                               |
| 2     | Cerro                                  |
| 2     | Colón                                  |
| 2     | Defensor                               |
| 2     | Huracán Buceo                          |
| 2     | Torque                                 |
| 1     | Basáñez                                |
| 1     | Cerrito                                |
| 1     | Cerro Largo                            |
| 1     | Juventud                               |
| 1     | Tacuarembó                             |
| 1     | Villa Española                         |